# Zephyra
Zephyra là một chi thực vật có hoa trong họ Tecophilaeaceae.